# Championnat d'Ouganda de football 1969
Navigation
Edition précédente Edition suivante
La saison 1969 du Championnat d'Ouganda de football est la seconde édition du championnat de première division ougandais. Cette saison, dix clubs ougandais prennent part au championnat organisé par la fédération.
C'est le tenant du titre, le club de Prisons FC Kampala qui remporte à nouveau la compétition cette saison après avoir terminé en tête du classement final, avec trois points d'avance sur le club d'Express FC. C'est le second titre de champion d'Ouganda de l'histoire du club.

## Participants
- Prisons FC Kampala
- Express FC
- Army SC
- Soroti FC
- Jinja FC
- Mbale FC
- Masaka FC
- Coffee SC
- Police FC
- Kilembe Mines FC

## Compétition

### Classement
Le classement est établi sur le barème de points classique : victoire à 2 points, match nul à 1, défaite à 0.
| Rang | Équipe              | Pts | J  | G  | N | P  | Bp | Bc | Diff |
| ---- | ------------------- | --- | -- | -- | - | -- | -- | -- | ---- |
| 1    | Prisons FC KampalaT | 29  | 18 | 13 | 3 | 2  | 56 | 15 | +41  |
| 2    | Express FC          | 26  | 18 | 12 | 2 | 4  | 64 | 24 | +40  |
| 3    | Jinja FC            | 25  | 18 | 11 | 3 | 4  | 42 | 37 | +5   |
| 4    | Army SC             | 24  | 18 | 10 | 4 | 4  | 43 | 17 | +26  |
| 5    | Police FC           | 24  | 18 | 10 | 4 | 4  | 43 | 29 | +14  |
| 6    | Coffee SC           | 19  | 18 | 8  | 3 | 7  | 42 | 31 | +11  |
| 7    | Kilembe Mines FC    | 12  | 18 | 5  | 2 | 11 | 34 | 61 | -27  |
| 8    | Soroti FC           | 12  | 18 | 4  | 4 | 10 | 31 | 60 | -29  |
| 9    | Masaka FC           | 6   | 18 | 2  | 2 | 13 | 20 | 68 | -48  |
| 10   | Mbale FC            | 5   | 18 | 2  | 1 | 15 | 31 | 82 | -51  |

|  | Qualification pour la Coupe des clubs champions africains 1970 |
|  | T : Tenant du titre                                            |

## Bilan de la saison
| Championnat d'Ouganda de football 1969                             |                               |
| Champion                                                           | Prisons FC Kampala (2e titre) |
| Qualifications continentales                                       |                               |
| Coupe des clubs champions africains 1970                           | Prisons FC Kampala            |
| Promotions et relégations                                          |                               |
| Promus en Championnat d'Ouganda de football                        | Aucun                         |
| Relégués en Championnat d'Ouganda de football de deuxième division | Aucun                         |